# Stephen Kirwa
Stephen Kirwa (* 1. März 1966) ist ein ehemaliger kenianischer Marathonläufer.
1996 wurde er Vierter beim Turin-Marathon. Im selben Jahr wurde er in Kopenhagen Weltmeister mit der kenianischen Marathonstaffel bei den IAAF World Road Relay Championships. 1997 siegte er beim Hamburg-Marathon und wurde Dritter beim Chuncheon-Marathon. 1998 wurde er Fünfter beim Vienna City Marathon und im Jahr 2000 Dritter beim Stockholm-Marathon.

## Persönliche Bestzeiten
- Halbmarathon: 1:01:59 h, 31. März 1996, Nizza
- Marathon: 2:10:17 h, 26. Oktober 1997, Chuncheon